# أو جي إم
أو جي إم (OGM) نوع من ملفات الفيديو التي تعمل على الحواسيب بحيث يمكن دمج أكثر من ترجمة أو دبلجة واحدة للفلم فيه. تدعم هذه الصيغة كلا من الأنساق الصوت التالية: MP3, دولبي ديجيتال, فربس, واف.